# Vic Dana
Vic Dana, pseudonimo di Samuel Mendola (Buffalo, 26 agosto 1942), è un cantante statunitense.
Partecipa al Festival di Sanremo 1966 interpretando, in abbinamento con Iva Zanicchi, il brano La notte dell'addio, che si qualifica per la serata finale.
Tra i suoi successi: Red Roses for a Blue Lady, Shangri-la, I Love You Drops, La porta d'oro.

## Discografia

### Album
- 1961 – This Is Vic Dana (Dolton Records, BLP-2013/BST-8013)
- 1962 – Warm & Wild (Dolton Records, BLP-2015/BST-8015)
- 1963 – More (Dolton Records, BLP-2026/BST-8026)
- 1964 – Shangri-La (Dolton Records, BLP-2028/BST-8028)
- 1964 – Now! (Dolton Records, BLP-2032/BST-8032)
- 1965 – Red Roses for a Blue Lady (Dolton Records, BLP-2034/BST-8034)
- 1965 – Moonlight and Roses (Dolton Records, BLP-2036/BST-8036)
- 1966 – Crystal Chandelier (Dolton Records, BLP-2041/BST-8041)
- 1966 – Viva! Vic Dana (Dolton Records, BLP-2044/BST-8044)
- 1966 – Town & Country (Dolton Records, BLP-2046/BST-8046)
- 1966 – Golden Greats (Dolton Records, BLP-2048/BST-8048)
- 1966 – Warm & Wonderful (Sunset Records, SUM-1130/SUS-5130)
- 1966 – Vic Dana canta in italiano (Liberty Records, LBY 1332)
- 1966 – Little Altar Boy and Other Christmas Songs (Liberty Records, LST-8049)
- 1967 – Foreign Affairs (Liberty Records, LRP-2051/LST-8051)
- 1967 – On the Country Side (Sunset Records, SUM-1182/SUS-5182)
- 1970 – If I Never Knew Your Name (Liberty Records, LST-8063)
- 2000 – The Complete Hits of Vic Dana (Eric Records, 11510-2)

### Singoli
- 1965: Pericolo/La porta d'oro (Liberty, LIB 10152)
- 1965: Tutti han bisogno di un amore/Le cose che tu vuoi (Liberty, LIB 10208)
- 1966: La notte dell'addio/I baci che mi dai (Liberty, LIB 10224)
- 1966: La stessa notte scura/Per quello che ne so (Liberty, LIB 10231)